# Renault R.S.17
O Renault R.S.17  é o modelo de carro de corrida fabricado pela equipe Renault para a disputa da temporada de Fórmula 1 de 2017, pilotado por Nico Hülkenberg, Jolyon Palmer, e posteriormente, por Carlos Sainz Jr.
O lançamento do carro ocorreu no dia 21 de fevereiro em Londres.
Neste ano, o preto sugere uma referência aos 40 anos da sua entrada na categoria, em 1977, com o RS01. O modelo também lembra consideravelmente o R30, carro usado na temporada de 2010.
Assim como a Sauber, a escuderia de Enstone lançou mão da barbatana na parte traseira do carro, o que deve ser uma tendência em praticamente todos os modelos de 2017. Diferentemente das rivais, a Williams foi mais discreta no uso da peça, que aparenta ser menor na FW40. O R.S.17 será impulsionado por um motor completamente novo em relação ao do ano passado. A unidade sofreu uma mudança radical após Renault sentir que o projeto anterior não tinha mais margem para evolução. E é com estes elementos em mãos, que o presidente da área de automobilismo da Renault, Jérôme Stoll, traçou a meta da escuderia para a temporada atual.

## Raio X
Após retornar à Fórmula 1 em 2016 com sua própria equipe, a Renault penou com um carro fraco. Em 2017, os franceses parecem ter conseguido uma considerável melhora que permitirá ao time brigar por pontos no meio do pelotão.

## Estatística
| X              | Nico Hülkenberg | { Jolyon Palmer | Carlos Sainz Jr. |
| Pontos         | 43              | 8               | 6                |
| Vitórias       | 0               | 0               | 0                |
| Pole Positions | 0               | 0               | 0                |
| Volta Rápida   | 0               | 0               | 0                |
| Pódios         | 0               | 0               | 0                |
| Abandonos      | 7               | 5               | 2                |